# BP 02-19-01
Tàu BP 02-19-01 thuộc biên chế của Hải đội 2, Bộ Chỉ huy Bộ đội Biên phòng Thành phố Hải Phòng, Bộ đội Biên phòng Việt Nam. Cảng nhà tại Hải Phòng. Có nhiệm vụ cứu hộ, cứu nạn kết hợp tuần tra kiểm soát trên biển.

## Thiết kế
Tàu CN09 có kích thước lớn hơn hẳn so với những tàu tìm kiếm cứu hộ, cứu nạn được trang bị trước đó. Những tàu cũ có chiều dài không quá 20 mét, tàu CN 09 có chiều dài gần 30 mét, chiều rộng lớn nhất 6,4 mét. Công suất tàu đạt 3822 CV, có thể hoạt động được trong môi trường gió cấp 8. Theo thông số kỹ thuật mỗi giờ vận hành tàu tiêu tốn 800 lít dầu nhưng thực tế chỉ hết khoảng 750 lít, mỗi lần xuất bến có thể hoạt động liên tục 24/24 giờ trong 7 ngày.
Được trang bị xuồng nhỏ cứu nạn, hàng chục phao cứu sinh cá nhân, tàu còn có một khoang lạnh bảo quản được 6 tử thi người bị nạn. Những thiết bị bảo quản thức ăn, chỗ ngồi, chỗ nghỉ, tàu có thể cứu hộ cùng lúc được 25 người.
Tàu có tốc độ tối đa đạt 22 hải lý/giờ, kết hợp với thiết kế chuyên biệt, do đó mức độ an toàn cao hơn và có khả năng hoạt động trong điều kiện thời tiết phức tạp trên diện rộng. Ngoài ra, tàu còn được trang bị 6 phao cứu sinh lớn để tự cứu trong trường hợp chính tàu gặp nạn.